# Asclepias stathmostelmoides
Asclepias stathmostelmoides är en oleanderväxtart som beskrevs av Goyder. Asclepias stathmostelmoides ingår i släktet sidenörter, och familjen oleanderväxter. Inga underarter finns listade i Catalogue of Life.